# Brancardier
Les brancardiers sont les personnes chargées du transport des patients ou victimes (malades ou blessés) vers un lieu sécurisé, aujourd'hui encore au sein d'une structure de soins ou en cas d'accident, de catastrophe ou sur un champ de bataille, vers un service médicalisé. Suivant les situations et les époques, ils peuvent utiliser des brancards, une civière, différents dispositifs de portage des plus rudimentaires au plus sophistiqués.

## Modalité du métier ou du service
Au sein des établissements de santé, ces personnels reçoivent une formation spécifique, quant à la manutention et au transport des patients. Leur rôle est prépondérant dans l'accueil du malade ou du blessé.
Au sein des blocs opératoires, des services de radiologie, les brancardiers font partie intégrante de l'équipe et peuvent participer sous la responsabilité des praticiens à l'installation des patients. Ils sont également là pour rassurer la personne qu'ils transportent.
Au sein du milieu funéraire le brancardier s'occupe d'aller chercher les corps dans les hôpitaux, les résidences, les foyers d'accueil ou autre lieu, de signer les documents relatifs et nécessaires au transport, de placer les corps sur les tables de thanatopraxie, de les déballer et les crémer, de placer ou aider à placer les corps dans les cercueils, d'exposer les dépouilles dans les salons de faire des commissions et la livraison de documents. Source (http://www.fcfq.coop)
On trouve des brancardiers bénévoles qui rendent service aux pèlerins malades ou vieux pendant un pèlerinage (notamment à Lourdes, Rome) pendant quelques jours par an. La formation se fait en quelques heures par une association de pèlerins.

## Correspondance dans les langues voisines
La traduction anglaise de brancardier est stretcher-bearer, soit littéralement un porteur de brancard. Le mot italien correspondant, qui semble avoir une parenté avec le terme bard,  est barelliere. L'appellation populaire est träger en allemand (en mode générique "le porteur")  et camillero en espagnol (au sens d'utilisateur de la camilla ou civière).

### Articles liés
- Brancardage
- Secourisme
- Médecine d'urgence
- Bénévolat